# Dème de Iárdanos
Le dème de Iárdanos, en grec moderne : Δήμος Ιαρδάνου / Dímos Iardánou, est un ancien dème du  district régional d’Élide, en Grèce-Occidentale. Depuis 2010, il est fusionné au sein du dème de Pýrgos.
Selon le recensement de 2011, la population du dème compte 3 673 habitants .